# Gartenstadt Hohenhagen

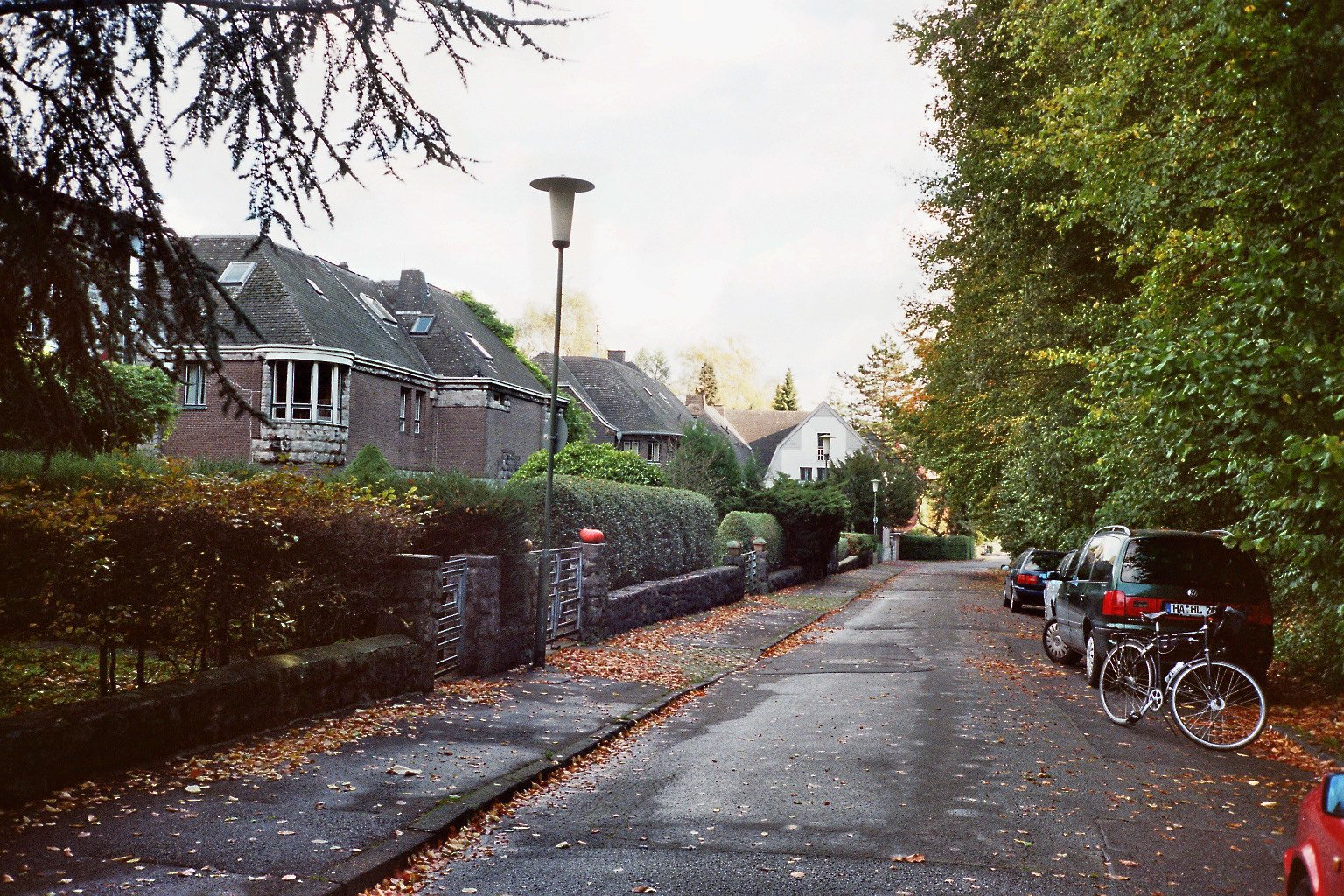
Die Gartenstadt Hohenhagen

Die Gartenstadt Hohenhagen wurde 1909 durch den Hagener Mäzen Karl Ernst Osthaus gestiftet und liegt im heutigen Stadtteil Eppenhausen unweit südöstlich des Autobahnkreuzes Hagen.
Osthaus wollte mit der Gartenstadt einen Kontrapunkt zur Industrialisierung der Landschaft setzen. Geplant wurde die Gartenstadt Hohenhagen als Künstlerkolonie. Zur Realisierung seiner Idee verpflichtete Osthaus namhafte Künstler und Architekten. An den Planungen der Gartenstadt waren Peter Behrens (über dessen Büro auch Walter Gropius), Henry van de Velde und der holländische Architekt Jan Ludovicus Mathieu Lauweriks maßgeblich beteiligt.
Die Planungen gingen zunächst von der Errichtung von 16 Villen aus. Die Häusergruppe am nördlichen „Stirnband“ (einer Straße) wurde einheitlich vom Künstlerarchitekten Lauweriks errichtet; Behrens entwarf und erbaute drei Häuser an der Haßleyer Straße.
Herausragendes Bauwerk der Gartenstadt ist der von dem Belgier Henry van de Velde entworfene Hohenhof, in den Osthaus 1908 selbst einzog.
Da Karl Ernst Osthaus bereits 1921 starb, konnte das Gesamtkunstwerk Hohenhagen nicht vollendet werden.

## Bewohner der Künstlerkolonie Hohenhagen (unvollständig)
- Karl Ernst Osthaus
- Johannes Ludovicus Mathieu Lauweriks
- Jan Thorn Prikker (Künstler) – ab 1910[4]
- Will Lammert
- Hans Dorn
- Milly Steger
- Walter Severin